# Crucifix de Baden-Baden
Le Crucifix de Baden-Baden est un crucifix monumental sculpté en 1467 par Nicolas Gerhaert de Leyde. D’abord installé dans le cimetière de Baden-Baden, il a été déplacé dans les années 1960 dans la collégiale de cette ville.

## Historique
Le millésime et la signature figurant sur l’œuvre montrent qu’elle a été réalisée en 1467 par Nicolas Gerhaert de Leyde. Il s’agit d’une commande de Hans Ulrich Scherer, chirurgien du margrave de Bade, destinée à orner le cimetière de la ville de Baden-Baden. Le crucifix est déplacé dans la collégiale de Baden-Baden en 1967 afin d’assurer sa protection.

## Description
D’une hauteur de 6,42 m pour 2,20 m de large et 2,30 m de profondeur, l’œuvre représente un crucifix placé sur un petit monticule de faux rochers. L’œuvre présente quelques restes de polychromie, mais celle-ci semble récente et aucune trace de polychromie ancienne n’a été découverte. L’œuvre montre d’importantes traces d’érosion dues à son exposition aux éléments pendant cinq siècles. Elle présente en revanche peu de manques et de cassures pour une œuvre exposée dans ces conditions, à l’exception de la couronne d’épines. La forme du monticule a été légèrement altérée lors du déplacement de l’œuvre en 1967.
La croix est implantée sur un monticule de faux-rochers sculptés avec un outil aigu, pointe ou ciseau pointu, dans un grès gris-jaune à veines rouges. Au milieu de ceux-ci sont implantés divers symboles évoquant le Golgotha : crâne, ossements et animaux. Des rochers émerge le socle de la croix, de forme quadrangulaire et à deux étages. Il est réalisé dans une pierre grise à grain grossier, peut-être du calcaire ou du tuffeau, avec une finition au racloir. Sa face avant porte en bas-relief les armoiries du donateur et sa face arrière le millésime 1467 et une signature.
Le crucifix lui-même est sculpté à partir d’un seul bloc d’un peu plus de 4,50 m de haut et 2 m de large du même grès que celui du monticule. L’ensemble est taillé en ronde-bosse et d’une exécution extrêmement soignée, l’artiste ayant par exemple poncé la surface du corps du Christ jusqu’au fond des évidements. La croix est rendue de manière réaliste, l’artiste ayant non seulement reproduit les veines et les nœuds du bois, mais aussi les chevilles attachant ses bras. Le titulus, fixé sur la partie sommitale de la croix, imite lui aussi avec un grand degré de réalisme une planchette de bois sur laquelle aurait été cloué un parchemin.
Le corps du Christ est presque entièrement détaché de la croix, avec un contact franc uniquement aux épaules et au séant et des ponts réduits au minimum au niveau des talons, des mollets et des coudes. Le corps est amaigri, avec des côtes nettement visibles, les veines saillent sous la peau et la disposition générale du corps, bras levés, jambes tendues, traduit une grande tension. Sur la tête, inclinée vers la gauche et l’avant, la couronne d’épines est elle aussi rendue avec un grand degré de réalisme : les branches sont individualisées avec de profondes refouilles et les détails de l’écorce finement sculptés à la surface. Elle comporte des trous dans lesquels venaient probablement s’insérer les épines, qui ont toutes disparues et dont le matériau est par conséquent indéterminé ; il s’agit du seul élément rapporté de l’ensemble du crucifix. Tout comme la couronne, le périzonium est rendu avec une grande finesse : il semble flotter au vent et sa surface est travaillé de sorte à imiter l’aspect d’un textile tissé.

## Analyse
L’œuvre montre un très haut degré de maîtrise technique. Le simple fait d’avoir utilisé un bloc unique pour sculpter d’une seule pièce le Christ et la croix est déjà un accomplissement notable en soi, d’autant plus que le sculpteur s’est efforcé de détacher au maximum le corps de la croix. La recherche de réalisme atteint un niveau inédit à la date de la réalisation de l’œuvre, tirant son inspiration de la peinture flamande.
Au sein de l’œuvre de Nicolas de Leyde, le crucifix de Baden-Baden s’inscrit dans la ligne du Christ en croix qu’il réalise en 1462 pour le retable de Nördlingen, mais en allant encore plus loin dans le soin et le réalisme du rendu.